# Separate Fledermausquartiere im Raum Chemnitz und Freiberg
Separate Fledermausquartiere im Raum Chemnitz und Freiberg este o arie protejată (arie specială de conservare — SAC, sit de importanță comunitară — SCI) din Germania întinsă pe o suprafață de 1 ha, integral pe uscat.

## Localizare
Centrul sitului Separate Fledermausquartiere im Raum Chemnitz und Freiberg este situat la coordonatele 50°51′31″N 13°10′08″E / 50.8586°N 13.1689°E.

## Înființare
Situl Separate Fledermausquartiere im Raum Chemnitz und Freiberg a fost declarat sit de importanță comunitară în iunie 2002 pentru a proteja 5 specii de animale. Situl a fost protejat și ca arie specială de conservare în aprilie 2011.

## Biodiversitate
Situată în ecoregiunea continentală, aria protejată nu include niciun habitat protejat.
La baza desemnării sitului se află mai multe specii protejate de  mamifere (5): liliac cârn (Barbastella barbastellus), liliac cu urechi mari (Myotis bechsteinii), liliac de iaz (Myotis dasycneme), liliac comun (Myotis myotis), liliacul mic cu potcoavă (Rhinolophus hipposideros)